# Comté de Laval
Pour les articles homonymes, voir Laval.
Pour l'ancien comté québécois, voir Comté de Laval (Québec).
1429–1790
Entités précédentes :
- Baronnie de Laval
(Comté du Maine)

Entités suivantes :
- Royaume de France (Mayenne)

Le comté de Laval était composé de douze châtellenies importantes et contenait 112 paroisses. Il constituait un gouvernement distinct du comté du Maine et du Perche. Il a été créé en 1429 en suite de la baronnie de Laval, indépendamment du comté du Maine, par le roi Charles VII, avec une dépendance directe au royaume de France. En 1790, il a donné naissance en partie au département de la Mayenne. Sa capitale en était la ville de Laval.

## Géographie
Le Comté de Laval s'étendait de La Croixille et de Juvigné, à la frontière de Bretagne, jusqu'à celles de Juigné et de Pirmil sur la rivière de Sarthe, et de Martigné jusqu'au Bourgneuf, jusqu'à Longuefuye près de Château-Gontier.
Le Comté était borné au nord par la baronnie d'Evron et la baronnie de Sainte-Suzanne, et par le comté du Maine, au midi par le marquisat de Sablé et la baronnie de Château-Gontier, au sud-ouest par la baronnie de Craon, et par les baronnies de Fougères et de Vitré en Bretagne. Sa limite sud avec la baronnie de Château-Gontier était comme indécise.
La Mayenne coupait ce pays en descendant du duché de Mayenne au nord, vers la baronnie de Château-Gontier, et la baronnie de Craon.
Autrefois, le comté de Laval n'était presque qu'une forêt, il ne restait au XIXe siècle que quatre importantes:
- La forêt de Concise
- La forêt de Misedon, avec les restes de l'ancienne Forêt de Frageu
- La forêt de Bourgon
- Une partie de la forêt du Pertre

La forêt de Bouère était alors presque toute défrichée.
Le Comté de Laval comprenait plusieurs Chalandes. Certaines paroisses restaient disputées comme Cossé-le-Vivien dont le bourg dépendait du Comté du Laval, et dont le Ressort dépendait de la baronnie de Craon et de l'Anjou.
« Et mesmement en ce pays-cy aval Où est assis le conté de Laval, Duquel Laval, jamais ne fut mémoire Que les seigneurs ne obtinssent victoire, En tout honneur à servir la couronne, A tout jamais n'eurent reprouches d'homme. ».

## Féodalité

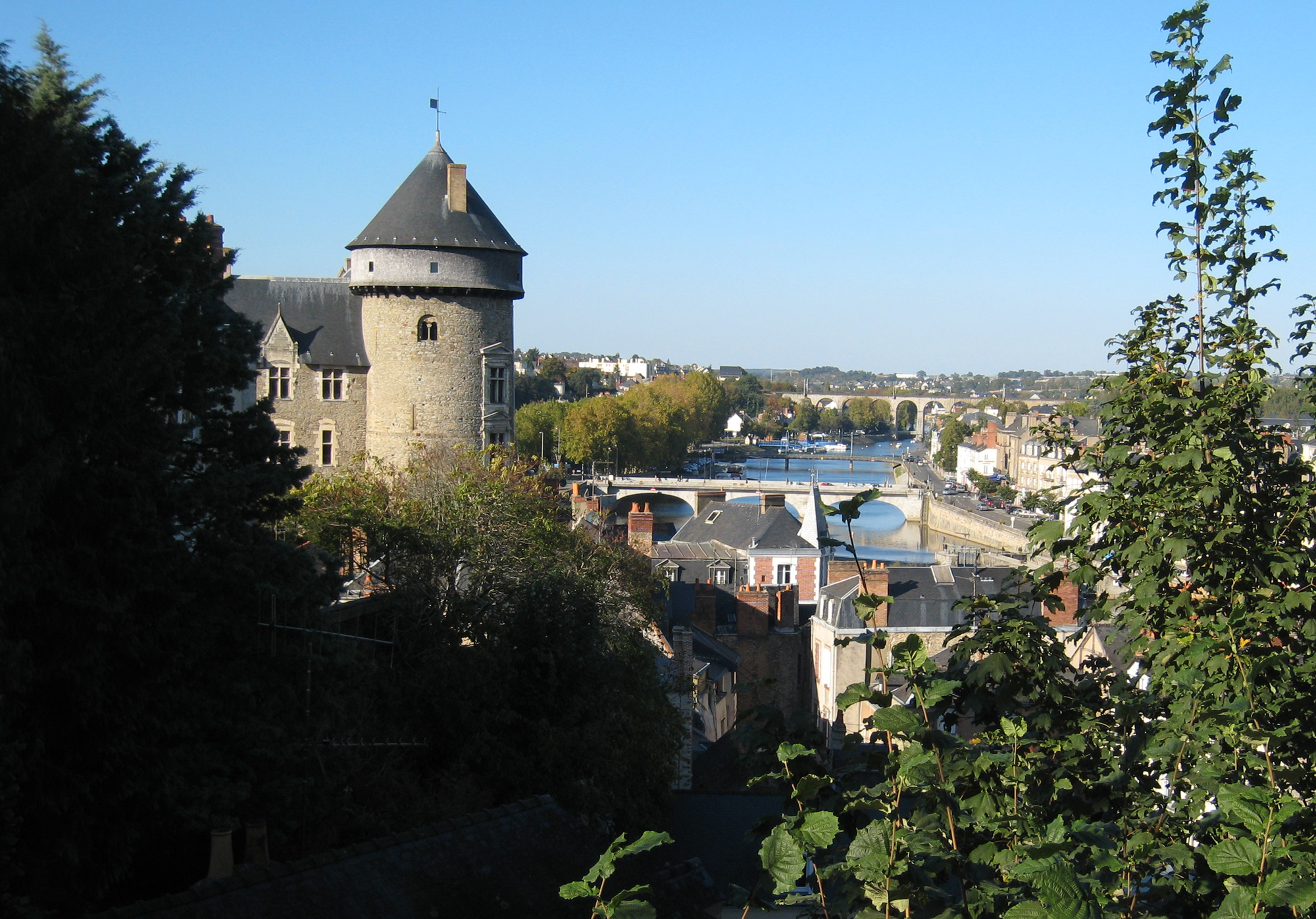
Vue du château et de la Mayenne

Les seigneurs de Laval possèdent une dynastie présente dans l'histoire de France.
La cité de Laval est évoquée dès le XIe siècle. Laval, baronnie ancienne et d'une grande étendue, possédait la particularité d'appartenir à la Bretagne et à la province du Maine. Détachée de la lignée des Montmorency, la famille de Laval siégeait aux États de Bretagne.
La seigneurie de Laval eut d'abord le titre de baronnie. Ce titre, fort ancien, remontait à l'époque où elle fut séparée du comté du Maine, et donnée à titre héréditaire à la famille dont les descendants l'ont possédée jusqu'à la fin du XVIIIe siècle. Les sires de Laval sont qualifiés de barons dès les temps les plus reculés; sous Philippe-Auguste, la baronnie de Laval est citée au rôle des seigneuries de France, comme une des plus importantes du royaume.
Notons ici que les barons étaient les seigneurs des villes principales des comtes. Le comte avait le ressort et l'obéissance du baron qui était obligé de le suivre en guerre. Le baron de Laval devait au comte du Maine huit chevaliers d'ost pour le besoin de
la commune

## Création en 1429
Pour l'Art de vérifier les dates, le jour même de la cérémonie de son sacre (17 juillet 1429), Charles VII, dans un conseil nombreux qu'il tint, érigea la baronnie de Laval en comté, relevant nûment du roi, par lettres qui furent vérifiées au parlement le 17 mai 1431.
Ces lettres sont fondées sur les motifs les plus honorables qu'elles énoncent, la grandeur et l'ancienneté de la maison de Laval, son immuable fidélité envers la couronne, les services importants qu'elle lui a rendus, les armées levées à ses dépens pour le besoin de l'État, les pertes qu'elle a essuyées de ses villes et de ses châteaux, etc. Pour plus grande distinction, le roi, dans ces mêmes lettres, donna le titre de cousin au comte de Laval, et lui accorda le même rang et les mêmes honneurs dont jouissaient alors les comtes d'Armagnac, de Foix et de Soissons, auxquels il n'était guère inférieur en puissance, ayant dans la dépendance de son comté cent cinquante hommages, parmi lesquels se trouvaient quatre terres titrées, trente-six châtellenies, et en tout cent douze paroisses. Enfin, le roi, dans le même temps, fit chevaliers le nouveau comte et André de Lohéac, son frère. À partir de cette époque, les comtes de Laval prirent place parmi les anciens pairs du royaume.
Guy XIV de Laval, usant d'un droit qui ne ressortait pas de sa nouvelle dignité, mais dont les seigneurs de Laval se prévalurent cependant plus d'une fois, éleva au rang de châtellenies les terres de Fouilloux, de la Houssaye et de Montchevrier.

## Lutte avec le Comté du Maine
L'érection de Laval en comté prenant son indépendance sur le Comté du Maine, n'avait pas été vue avec plaisir par Charles d'Anjou, comte du Maine. Le comte de Laval eut à lutter pour se mettre en possession des droits et des prérogatives qui ressortaient de la concession royale.
L'Histoire représente partout les Comtes de Laval aux côtés des anciens Pairs, des Princes et du Roi même. Ainsi par exemple, l'assiette de l'assemblée tenue à Vendôme pour la décision du procès du Duc d'Alençon en 1458 met au même niveau le Comte du Maine, et le Comte de Laval.
Charles d'Anjou, comte du Maine, pour conserver l'hommage et la supériorité sur la seigneurie de Laval, s'opposa à cette érection, disant, que le roi n'avait pu faire de son vassal un comte en pareille dignité que lui.
Un arrêt du parlement séant à Poitiers, porte que la dame de Laval et son fils aîné Guy XIV, jouiraient des titres et honneurs qui lui avaient été accordés, sauf des droits du comte du Maine. Louis XI, par lettres expresses du 19 novembre 1467, confirma au comte et à ses successeurs les prérogatives accordées par le roi, son père. En 1467, par lettres du 19 novembre, pour l'égaler aux princes du sang, il accorda au comte de Laval le privilège de précéder le chancelier et les prélats du royaume, comme il l'avait accordé aux comtes d'Armagnac, de Foix et de Vendôme.

## Grande charte de distraction (1481)
À la mort de Charles V d'Anjou, comte du Maine, dernier de la maison d'Anjou, le Comté du Maine retourne à la couronne par la loi d'apanage. Après la Bourgogne, ce dernier rattache ainsi un nouvel apanage, le Comté du Maine à la Couronne de France.
Louis XI acheva ce que son prédécesseur avait commencé, en prononçant la distraction entière et la séparation absolue du comté de Laval. Il ajouta par lettres de janvier 1481 données à Thouars (v. st.), celle de distraire le comté de Laval du comté du Maine pour être dans la mouvance immédiate de la couronne, avec pouvoir de nommer à tous les offices royaux qui se trouvaient dans son district. Il y fut ajouté l'attribution de la connaissance des appellations du sénéchal de Laval au parlement de Paris.
Par cette charte appelée la Grande Charte de distraction, le comté de Laval fut à l'avenir, et perpétuellement, tenu et mouvant nuement à foi et hommage lige du roi, à cause de sa couronne, et non à cause de son comté du Maine. La ville chef-lieu eut un bailliage distinct, rapporté ainsi sur les rôles du parlement, Anjou, Maine, Laval, Perche, etc. Le juge de ce siège pouvait se qualifier de bailli et sénéchal de Laval.
La châtellenie de Saint-Ouën et de Juvigné, qui jusque-là était dans la mouvance d'Ernée, sera à l'avenir membre du comté de Laval. Les sujets tenant liefs et arrière-fiefs, tant du comté de Laval que de la seigneurie de Saint-Ouën et Juvigné, ne pourront être mis en cause ailleurs que devant le sénéchal ou bailly du comte de Laval. Les appels ne seront plus portés devant le juge du Maine; mais directement au parlement de Paris. Les oppositions des officiers du Mans sont mises à néant.
D'autres lettres du mois de mars de la même année établirent à Laval une élection et une cour supérieure des aides, dont les membres, par concession du roi, étaient à la nomination du comte de Laval. ll reçut aussi le droit de pourvoir à toutes les charges des greniers à sel et aux offices royaux dans toute l'étendue du comté.

## Indépendance, lutte avec le Maine

### Droits et prérogatives royales
En 1480, afin qu'il ne restât plus aucune juridiction aux juges du Maine, Louis XI établit à Laval une élection, un grenier à sel, et un juge des exempts et des cas royaux; en 1482, ce prince donna aux seigneurs comtes de Laval la nomination aux offices royaux
Le roi Charles VIII, fils et successeur de Louis XI :
- par lettres données en mars 1483 détermina les paroisses qui devaient composer la nouvelle élection[8].
- confirma, par  trois[9] lettres patentes[10] données à Blois, au mois de novembre 1483, toutes les grâces que la maison de Laval avait obtenues de son père.

Louis XII et François Ier, par diverses lettres, confirmèrent aux seigneurs comtes de Laval les droits et prérogatives que leurs prédécesseurs avaient concédés :
- Le roi Louis XII par ses patentes du mois de juin 1498 confirma au Comte de Laval et à ses successeurs 'le droict, faculté et authorite de nommer et présenter aux Offices Royaux estans audit Comté de Laual toutesfois et quantes que vacation y escherra par mort, forfaiture (declaration prealablement faite) ou par resignation..
- Le roi François Ier confirma tous ces privilèges en general suivant les lettres de ses prédecesseurs qui furent attachées sous le contre-sel de ses patentes du mois de mars 1514.

### Coutume du Maine
Le comte de Laval Guy XVI de Laval envoie en 1508, pour le représenter à l'assemblée liée à la réforme de la Coutume du Maine, deux commissaires : François de la Pommeraie, et Jean Hennier, juge ou sénéchal du comté. C'est pour la première fois que l'on voit deux hommes de loi de Laval prendre part aux assemblées de la province. On reprocha à ces commissaires de n'avoir pas soutenu avec assez de force les droits de leur seigneur ; surtout de ne pas s'être opposé à ce que le comté de Laval fût regardé comme susceptible d'être divisé, malgré les privilèges dont il jouissait de toute ancienneté.
Néanmoins, la Coutume du Maine réformée en 1508 porte à l'article II: Nous avons le Roi, le comte du Maine, le comte de Laval, etc., , ce qui marquait distinction et parité de droits entre les deux comtes.

### Distraction confirmée
En 1531, à la suite du décès de Guy XVI, la minorité de Guy XVII de Laval avait paru aux de la Sénéchaussée du Maine favorable pour tenter de mettre à néant ce que Charles VII, Louis XI, Charles VIII et Louis XII avaient successivement établi et maintenu malgré eux. Ils pensaient s'en prévaloir sous le prétexte que le Roi avait réuni à sa Couronne les terres et domaines qui avaient été aliénés de son temps, et de celui de ses prédecesseurs. François Ier, auquel recoururent les tuteurs du jeune comte, dut le confirmer à son tour.
Via une déclaration du 7 juin 1531, il confirme encore une fois les privilèges du comté de Laval et sa distraction de celui du Maine.

### Indépendance juridictionnelle
Les juges, sénéchaux, et autres officiers du Comté du Maine supportèrent mal la perte de leur juridiction sur le comté de Laval, devenu indépendant. Pendant plusieurs années, chaque occasion est prise pour remettre en cause la charte de distraction

## Réunion temporaire avec le Comté du Maine (1561-1619)

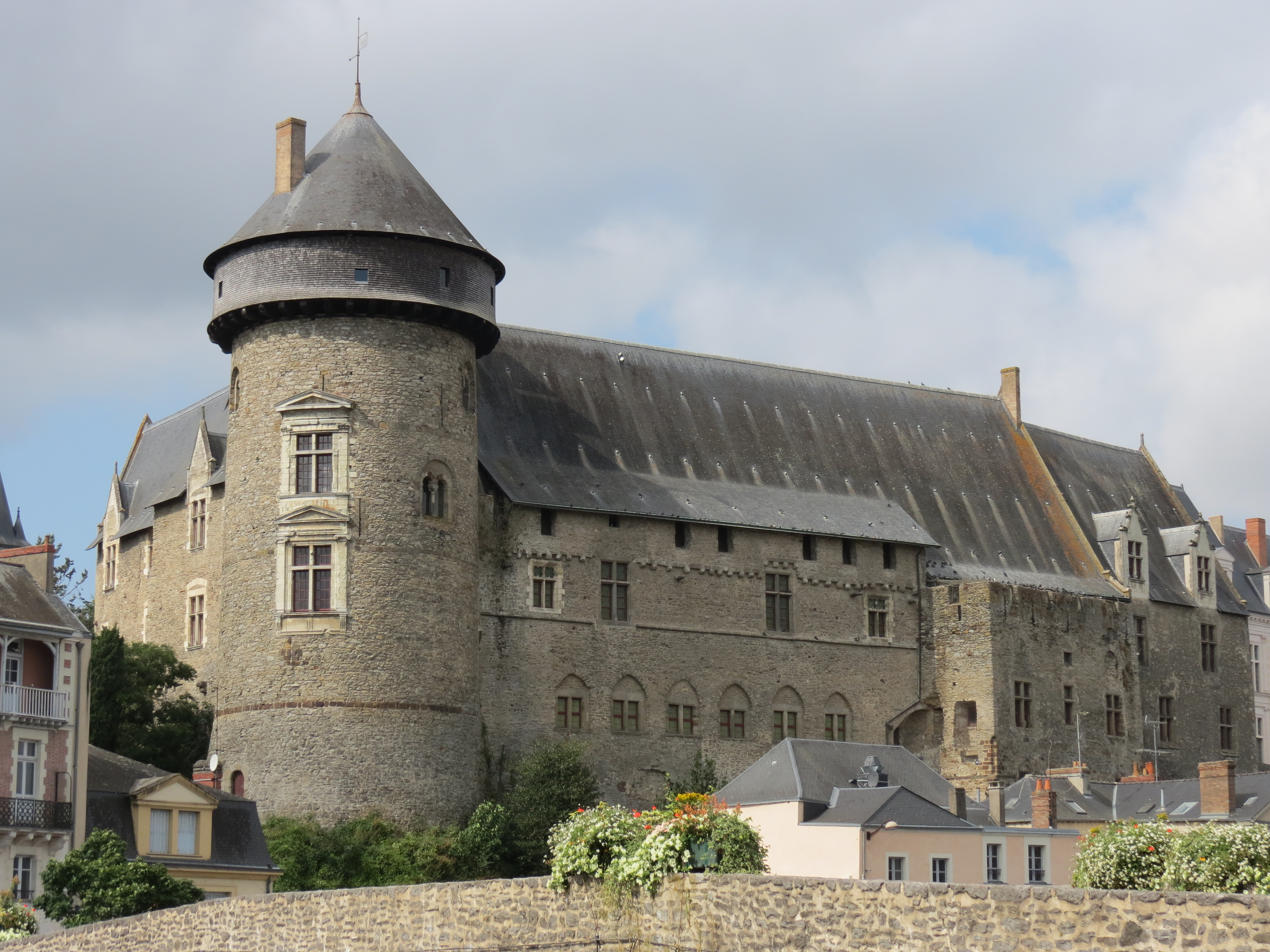
Laval.

Guyonne de Laval mourut en 1567, on fit un procès à sa mémoire, et par le 19 décembre 1569, elle fut declarée criminelle de lèse-majesté au premier chef : Le Comté de Laval réuni à la Couronne, et ses autres biens confisqués.
On supprime alors dans une déclaration portant suppression du siège des exempts et cas royaux, qui sont réunis à la justice ordinaire. pour l'exercice de laquelle le Roi créa de nouveaux Officiers: A la charge toutefois de l'appel devant les Presidiaux establis au Mans és cas de l'Edict des Presidiaux, et en tous autres cas en nostre Cour de Parlement à Paris.. On soumet ces tribunaux à l'appel devant le présidial du Mans ès cas de l'édit des présidiaux. Ce point montre qu'il n'en avait pas été ainsi jusqu'ici.
1561 marque la minorité de Guy XX de Laval. 1567 marque la date d'une réunion temporaire du comté de Laval au Comté du Maine. Le Comté de Laval est rendu aux heritiers de Guyonne de Rieux en conséquence de l'Edit de Pacification du mois d'août 1570.
En 1576 et 1577, les Etats Généraux sont assemblés à Blois : il y eut à nouveau une nouvelle contestation entre les députés du Comté de Laval, et ceux du Comté du Maine. Le Conseil du Roi en prit connaissance, et ordonna que les députés du Comté de Laval mettraient leurs cahiers és mains des Deputez du Mayne. À la suite de quoi le sénéchal du mail donna commission pour lever sur les Nobles de Comté de Laval la somme de 600 livres pour les frais du député de la Noblesse du Maine. Sur appel de cette commission, il y eut l'arrêt suivant :
Pendant les minorités de Guy XX de Laval et de Guy XXI de Laval, et à la faveur des confusions qui règnerent pendant la Ligue dans tout le Royaume, les Officiers du Mans recommencèrent leurs entreprises: ils usurpèrent la connaissance des cas Royaux, les principaux officiers du Présidial comme le Président, le Grand Prévôt étaient originaires de Laval, d'autres y avaient pris alliance, comme avaient fait plusieurs Avocats des plus célèbres, quelques-uns des juges, et des Avocats de Laval avaient aussi pris alliance au Mans.

## Rappel de la distraction
Charlotte de Nassau, qui était encore tutrice du Duc de la Tremoille son fils, estima qu'il était à propos de commencer le rétablissement de tous les privilèges par celui de nommer aux Offices Royaux comme le plus important, et auquel le roi pouvait prendre plus d'intérêt. Elle poursuit donc au Conseil d'État maître Pierre Noury pour rapporter les provisions qu'il avait obtenues de la charge de juge des Exempts, et des cas Royaux sans sa nomination. Elle fait alors consacrer par lettres patentes du 9 avril 1619 le droit qu'il avait de nommer aux offices royaux, où il est reconnu que les Comtes de Laval n'avaient point joui de ce droit depuis l'année 1561 à cause des troubles et de leurs minorités. Pendant la minorité de Guy XX de Laval et d'Henri III de La Trémoille, des usages préjudiciables s'étaient introduits.
Henri III de La Trémoille parvient à obtenir confirmation définitive des privilèges que lui confère la distraction du comté de Laval.
Un arrêt du parlement de 1627 rend au juge de Laval la connaissance des cas royaux et fait défense aux officiers du Mans de le troubler.
Les lettres du roi déclarèrent en 1644 que le comté de Laval n'avait jamais dû être assujetti à ressortir du Mans «ès cas présidiaux qu'en érigeant en 1639 un présidial nouveau à Château-Gontier et en y faisant porter les causes, tant de Laval que de Villiers-Charlemagne et de la Champagne-Hommet, on avait changé le ressort et porté dommage au comte de Laval; qu'en conséquence ledit comte jouirait pleinement désormais des droits octroyés en 1429 et 1481, nonobstant les créations des sièges présidiaux du Mans et de Château-Gontier et que les appels des jugements rendus à Laval seraient portés directement devant le Parlement de Paris.
Le comte eut seulement à donner une indemnité aux membres du présidial de Château-Gontier qui y avaient droit en vertu de l'édit de création.

## États généraux de 1789
En 1788, la prochaine convocation des États généraux de 1789, relance l'ancienne rivalité entre le comté du Maine et le comté de Laval. La crainte de voir le chef-lieu de la province Le Mans l'emporter par son influence dans les élections et faire nommer uniquement des Manceaux, s'empare de tous les esprits.
Les habitants de Laval adressent à Louis XVI des pétitions pour demander une représentation séparée. René Enjubault de la Roche est à la tête de ce mouvement, s'il n'en est pas l'inspirateur.

## Juridictions

### Siège royal et haute-justice
Bertrand de Broussillon note l'apparition la chancellerie de la maison de Laval des lettres de rémission dès l'époque d'Anne de Laval.
Deux juridictions s'exerçaient dans la ville de Laval : le siège royal des exempts par appel et pour les cas royaux, et le siège de la haute justice du comté-pairie. Un arrêt du 30 janvier 1627 et un autre confirmatif, du 17 mai 1631 règlent leurs attributions
Le siège royal des exempts était composé de onze membres: un président; un juge en chef; un lieutenant général et particulier, assesseur criminel ; quatre conseillers ; un avocat du roi ; un procureur du roi ; un substitut ; un greffier en chef. La charge de premier juge, tant pour le civil, criminel, que de police, fut d'abord exercée par un seul officier qui prenait le titre de juge général, civil et criminel, au comté de Laval. L'intérêt de la justice et l'accroissement de population firent sentir le besoin de partager cet office entre plusieurs fonctionnaires.
En conséquence, Charles Belgique Hollande de La Trémoille, comte de Laval, obtint, au mois de février 1683, des lettres patentes du Roi, portant que cette ancienne charge serait divisée ainsi qu'il suit, savoir : un juge civil, un juge criminel, un juge de police, un lieutenant général, un lieutenant particulier, un avocat fiscal, un procureur fiscal, un substitut.

### Présidial
On créa, en 1639, un présidial à Laval. Henri III de La Trémoille, ayant porté plainte, le siège fut transféré à Château-Gontier ; on lui soumit la juridiction de Laval et les justices subalternes qui en relevaient. Des lettres patentes, obtenues dans le mois de février 1644, confirmant les anciens privilèges, maintinrent les appellations du ressort immédiat du parlement de Paris.

### Maréchaussée
Il fut établi en 1636, une maréchaussée à Laval. Elle était composée d'un prévôt, d'un assesseur, d'un procureur du Roi, d'un greffier et de six archers. Ces officiers instruisaient et jugeaient les crimes de leur compétence au siège royal.

### Greniers à sel
Le comte avait deux greniers à sel, placés à Laval et à la Gravelle : l'un contenait 45 paroisses, toutes sur la rive gauche de la Mayenne ; l'autre, situé entre la Mayenne et la Bretagne, renfermait 35 paroisses. On appelait celui-ci le grand impôt, parce que l'impôt était deux fois plus grand que celui du grenier de Laval. Il fut supprimé par un édit du Roi, du mois de mai 1726.

### Traites foraines, ferme du roi
Il y a aussi à Laval, à cause de la proximité de la Bretagne, un siège royal pour les Traites foraines composé d'un juge, d'un lieutenant, d'un procureur du Roi et d'un greffier. Il est établi en 1671 pour éviter aux commerçants de Laval d'aller soutenir leurs causes à Angers, ce qui leur était si incommode, selon Julien Leclerc du Flécheray, qu'ils avoient plus court fait d'abbandonner leurs marchandises bien ou mal saisies que d'aller plaider aussi loin. Le conseil de Saumur, institué pour les fermes du Roi, avait à Laval une subdélégation, formée d'un subdélégué, d'un procureur du Roi et d'un greffier.

### Chambre des Comptes
Le roi Louis XI établit une Chambre des Comptes à Laval en 1463. C'est donc vraisemblablement sous Guy XIV que fut établie la chambre des comptes de Laval ; du moins on ne voit pas de comptes rendus à cette chambre par les fermiers et les trésoriers de ce comté avant lui. Elle était composée d'un président, qui est à présent le juge ordinaire, de quatre auditeurs et d'un greffier. Ce privilège est une preuve de la grandeur de la maison de Laval. Tous les receveurs, procureurs ou fermiers du comté y rendaient leurs comptes. Cette juridiction seigneuriale siégeait au chef-lieu du comté. Guy XV rétablit à Laval la chambre des comptes que, pendant son séjour à Châteaubriand, son père avait transportée dans cette ville.

### Tribunaux, Eaux et forêts
Deux tribunaux spéciaux, et un siège des Eaux et Forêts, avaient été aussi accordé aux seigneurs de Laval
Au siège des Eaux et forêts étaient attachés un maître, un lieutenant général, un procureur fiscal, un greffier, un sous-garde, et plusieurs sergents de forêts pour les rapports. Cette juridiction seigneuriale siégeait au chef-lieu du comté.
| Période | Image | Identité                    | Allégeance | Remarques |
| ------- | ----- | --------------------------- | ---------- | --- |
| ?-?     |       | François de Vaucené         |            | Segrayer. Il était fils de Macé de Vaucené qui vivait vers 1430, et tirait son nom de la terre de Vaucenay située en Argentré. |
| ?-?     |       | Pierre Audouyn              |            | conterolle de la forest de Concyse, appartenait à une ancienne famille de Laval il est fait mention de lui dans la remembrance de 1424, ainsi que dans l'acte de fondation du Monastère de Patience de Laval, par Guy XV de Laval et Catherine d'Alençon, sa femme, en 1494.                                    |
| ?-?     |       | Antoine Collonneau          |            | Il est cité le 18 juin 1496 dans une concession de terres faite par le seigneur de Laval dans la forêt de Concise, à Olivier de la Roussière, seigneur de la Vieux-court. On retrouve son nom en 1498 dans une autre concession faite dans la même forêt par le comte de Laval au même Olivier de la Roussière. |
| ?-1576  |       | Pyrrhus L'Enfant            |            | |
| ?-1601  |       | Annibal de Farcy            |            | |
| ?-1606  |       | Daniel Pélisson             |            | seigneur de Montigné. |
| ?-1630  |       | Jean Marest                 |            | |
| ?-1710  |       | François Coustard de Souvré |            | Fils d'André Coustard. Receveur des tailles, né à Paris en 1671, marié le 21 octobre 1709 à Jeanne-Marie Hardy de Lévaré, fille de Ambroise-Jean Hardy de Lévaré, maire de Laval, il acheta en 1715 la châtellenie de Chemeré.                                                                                  |
| ?-1750  |       | Jacques Foucault            |            | |

### Grand veneur
Le seigneur de Cornesse était grand veneur du comté de Laval, obligé « de pasturer et nourrir à ses despens douze chiens courants et deux levriers à cerf » qui lui étaient livrés par son suzerain, depuis la Sainte-Croix de septembre jusqu'au jeudi saint. Ce titre de grand veneur et le droit de chasse qu'il conférait dans toutes les terres du comté furent encore confirmés par M. de la Tremoïlle à M. Amproux, acquéreur du domaine au XVIIe siècle, mais furent refusés à M. Bidault de Glatigné, parce que la charge ne convenait qu'à des gentilshommes.

## Administration

### Gouverneur
Le comté de Laval formait un gouvernement particulier. Cette charge était en conflit les gouverneurs de la province qui se qualifiaient gouverneurs des Comtés du Maine, du Perche et de Laval.
Le comté réclama et finit par obtenir un droit de représentation aux États-Généraux, malgré les chicanes des officiers du comté du Maine. Il eut aussi ses gouverneurs spéciaux. Le titre de gouverneur était donné pour les représentants du roi de France ou d'Angleterre lorsque Laval et sa région fut, sous différentes périodes de son histoire, sous le contrôle militaire de ces derniers.
| Période   | Image | Identité                                  | Parti             | Remarques |
| --------- | ----- | ----------------------------------------- | ----------------- | --- |
| 1429-1430 |       | Lancelot II Frezeau                       |                   | Après le Siège de Laval (1429) |
| 1430-14?  |       | Olivier de Feschal                        |                   | |
| 15??-15?? |       | Lancelot de Brée                          |                   | |
| 1570-15?? |       | René de Meaulne                           | Royaume de France | |
| 1585-1589 |       | Louis III de Montecler                    | Royaume de France | |
| 1589-1589 |       | Louis III de Montecler                    | Ligue catholique  | |
| 1589-1592 |       | Brandelis de Champagne                    | Royaume de France | Après l'entrée d'Henri de Navarre à Laval. |
| 1592-1592 |       | Urbain de Laval Boisdauphin               | Ligue catholique  | Après la bataille de Craon. |
| 1592-?    |       | Gilbert du Puy du Fou                     | Ligue catholique  | |
| ?-1594    |       | La Perraudière                            | Ligue catholique  | |
| 1594-1600 |       | Louis III de Montecler                    | Royaume de France | Après la capitulation de Laval. |
| 1600-1627 |       | René de Bouillé                           | Royaume de France | Marquis de Lavardin |
| 1628-1672 |       | Jean Marest                               |                   | Seigneur de Lucé |
| 1672-1686 |       | Louis-Joseph de Montecler                 |                   | Seigneur de la chatellenie de Fouilloux |
| 1686-1709 |       |                                           |                   | Depuis la mort du comte de Montécler, Charles Belgique Hollande de La Trémoille ne voulut introduire personne en cette qualité et depuis son décès, en 1709, à cause de la continuation de la guerre, passage et séjour des troupes et garnisons, Charles Louis Bretagne de La Trémoïlle, son fils, a pris lettres patentes du roi confirmatives de cet ancien et perpétuel gouvernement de la ville de Laval, expédiées en 1710. |
| 1723-17?? |       | Charles-Marie de Birague                  |                   | |
| 1776-17?? |       | Pierre Marie Alexis du Plessis d'Argentré |                   | |

### Sénéchaux, juges ordinaires et maires
| Nom | Nom                              | Nom | Début du mandat | Fin du mandat | Parti             | Notes                                      |
| --- | -------------------------------- | --- | --------------- | ------------- | ----------------- | ------------------------------------------ |
|     | Thibault de Laval-Bois-Dauphin   |     | 1417            | 1462          |                   |                                            |
|     | Jean Le Long                     |     | 1462            | ?             |                   |                                            |
|     | N. Le Maçon                      |     | 1546            | 1555          |                   |                                            |
|     | Robert Le Bret                   |     | 1555            | 1571          |                   |                                            |
|     | Antoine Lemercier                |     | 1571            | 1579          |                   | Exerçant la judicature à Laval.            |
|     | Jean de Martinnes                |     | 1579            | 1586          |                   | Sieur de la Galpinière, conseiller du roi. |
|     | Jérôme Gaultier                  |     | 1586            | 1589          | Royaume de France | Sieur des Coyers.                          |
|     | Daniel Hay des Nétumières        |     | 1592            | 1610          |                   | Ecuyer, seigneur de la Motte.              |
|     | Louis Cazet                      |     | 1610            | 1618          |                   | Seigneur de Vautorte.                      |
|     | Pierre Le Clerc de la Manourière |     | 1618            | 1650          |                   |                                            |
|     | François Marest                  |     | 1650            | 1660          |                   | Sieur de la Ragottière.                    |

| Nom | Nom                            | Nom | Début du mandat | Fin du mandat | Parti | Notes                                                                                                   |
| --- | ------------------------------ | --- | --------------- | ------------- | ----- | --- |
|     | Gilles de Farcy                |     | 1660            | 1672          |       | Juge ordinaire civil et criminel, sénéchal ordinaire                                                    |
|     | François de Farcy              |     | 1672            | 1680          |       | Juge ordinaire civil et criminel, sénéchal ordinaire, premier maître auditeur en la chambre des comptes |
|     | René Gaultier de la Vieuxcourt |     | 1680            | 1683          |       | Juge, sans autre qualification.                                                                         |
|     | René de La Porte               |     | 1683            | 1692          |       | Juge ordinaire civil.                                                                                   |

À partir de la division des offices de magistrature, il devait y avoir pour l'administration de la ville, d'après le règlement de 1683, outre le juge civil qui remplissait les fonctions de maire en la ville de Laval, quatre échevins. Ils étaient assistés de 30 conseillers. Ce règlement ne fut point mis à exécution et les différents corps ne nommèrent point de députés.
Après la division des offices, le premier juge civil et maire de la ville fut René de la Porte, sieur du Manoir, qui remplit ces fonctions jusqu'en 1706.
Le Roi ayant, par un édit du mois de décembre 1733, créé des offices de maire et des officiers municipaux dans toutes les villes du royaume, Charles Armand René de La Trémoille négligea d'acheter l'office de la ville de Laval.
Un arrêt du conseil du 7 mai 1747 réunit les offices aux communautés des villes. L'élection du maire causa dans la ville de grands mouvements, pour empêcher le premier juge du siège ordinaire d'être nommé. L'assemblée du 16 juin 1747 choisit Ambroise-Jean Hardy de Lévaré pour maire. Ces fonctions étant triennales. Une autre assemblée du 30 décembre 1750 les continua à M. Hardy de Levaré pour trois nouvelles années.
| Nom | Nom                              | Nom | Début du mandat | Fin du mandat | Parti | Notes |
| --- | -------------------------------- | --- | --------------- | ------------- | ----- | ----- |
|     | René Pichot de la Graverie       |     | 1747            | 1763          |       |       |
|     | Lancelot Le Clerc de la Saudraie |     | 1763            | 1787          |       |       |
|     | René Enjubault de la Roche       |     | 1787            | 1789          |       |       |

## Seigneuries
Le comté de Laval est une des plus grandes seigneuries de France; il a cent quarante hommages, dont quatre titres et trente six châtellenies, en tout 112 paroisses.
À la fin du XVIIe siècle, on estimait quelques-unes de ces terres de dix à douze mille livres de revenu, les moindres de mille livres; et cent fiefs, chacun de trois cents francs, le faible portant au fort.
D'après une déclaration faite au mois de mars 1701, à l'intendant de la généralité de Tours, pour le paiement du dixième denier, et signée Charles Belgique Hollande de La Trémoille, le comté de Laval était composé :
- De deux châteaux, le vieux et le neuf (château de Laval); de dix châtellenies :
- 1. Montjean,
- 2. Courbeveille,
- 3. la Gravelle,
- 4. Meslay,
- 5. Montsûrs,
- 6. Bazougers,
- 7. Vaiges,
- 8. Olivet,
- 9. Saint-Ouën
- 10. Saint-Charles.
- De la terre de Bois-Jousse et de Saint-Céneré, de celle de Saint-Berthevin, de la forge du Port-Brillet ; de la terre des Moulins-Neufs, de la forêt de Concise, du droit de marque de quatre sols pour pièce de toile, de l'office de greffier ordinaire, de celui d'alivreur et visiteur des poids, aulnes, balances et pintes du comté, du grand poids, du droit de minage, des halles, de la grande et petite prévôté, de neuf moulins, de deux fours à ban[33]

Charles Belgique Hollande que son père souhaitent aussi voir abjurer, est ramené à Laval et confié aux soins du sieur de Villebourg, chanoine de Saint-Tugal. Il fait son abjuration le 12 octobre 1670. Devenu Catholique, comme son grand-père et prédécesseur qui s’était converti, il a fait construire, en forêt de Bouère, une église et une paroisse dédiée à saint Charles Borromée : il s'agit de Saint-Charles-la-Forêt.

## Établissements religieux
À la fin du XVIIe siècle, un tiers du revenu du comté dépend du temporel de l’Église. L'évêché du Mans y avait très peu de choses.

### Abbaye
Il n'y avait qu'une abbaye, fondée au XIIe siècle:
Il y a encore les abbayes d'Evron et de Bellebranche, voisines, qui avaient de gros domaines dans le comté de Laval.

### Prieurés
Les prieurés étaient en grand nombre ; il n'en reste plus que deux à la fin du XVIIe siècle: 
- le Prieuré, XIIe siècle puis Abbaye Sainte-Catherine de Laval au XVe siècle ;
- le Prieuré, XIIIe siècle puis Abbaye du Port-du-Salut .

Il y a aussi des prieurés commendataires.

### Collégiales
- la Collégiale Saint-Tugal de Laval, XVe siècle ;
- la Collégiale Saint-Michel de Laval

### Établissements religieux
Il y avait aussi assez grand nombre d'établissements religieux à Laval, parmi lesquels :
- l'église de la Trinité de Laval, XIe siècle ;
- la commanderie de Thévalle, XIIe siècle ;
- l'église des Cordeliers de Laval, XIVe siècle ;
- l'église Saint-Vénérand de Laval, XVe siècle ;
- le Couvent des Jacobins, XVe siècle ;
- le Monastère de Patience de Laval, XVe siècle ;
- l'Église des Capucins de Laval, XVIIe siècle ;
- le Monastère des Bénédictines de Laval
- le Monastère des Ursulines de Laval

## Disparition
À la suite de l'Assemblée constituante lors de la Révolution française, le comté de Laval n'existe plus: Laval devient le chef-lieu d'un département, composé de l'ancien comté, du duché de Mayenne et d'une partie de l'Anjou.